# La ruota dentata e altri racconti
La ruota dentata e altri racconti è una raccolta di nove racconti di Ryūnosuke Akutagawa scritti tra il 1916 e il 1927 in appendice un breve scritto di Yukio Mishima ed una testimonianza di Yasunari Kawabata.

## Racconti
- Il fazzoletto
- Corpo di donna
- Kesa e Morito
- Il sorriso degli dei
- Il registro dei morti
- Vita di uno stolto
- Domande e risposte nel buio
- La ruota dentata
- Memorandum per un vecchio amico
- Ryūnosuke Akutagawa di Yukio Mishima
- Ryūnosuke Akutagawa e lo Yoshiwara di Yasunari Kawabata

## Edizioni
- Ryūnosuke Akutagawa, La ruota dentata ed altri racconti, traduzione di Lydia Origlia, SE, 2003,  p. 168, ISBN 88-7710-578-X.